# آلما مدیا
آلما مدیا (انگلیسی: Alma Media) شرکت انتشارات فنلاندی است، که در سال ۱۹۹۹ تأسیس شد.